# Academia Heterodoxa
La Academia Heterodoxa (HxA por Heterodox Academy en inglés) es un grupo de académicos sin fines de lucro, que trabaja para contrarrestar la falta de diversidad de puntos de vista en los campus universitarios.

## Historia
En 2011, Jonathan Haidt, psicólogo de la Universidad de Virginia, impartió una charla en la Sociedad de Personalidad y Psicología Social en la que argumentó que había una grave falta de académicos verdaderamente libres en psicología social y que esto dificulta la investigación y daña la credibilidad del campo. Más específicamente, Haidt argumenta que la uniformidad política da como resultado el tribalismo que hace que los académicos "adopten la ciencia siempre que respalde sus valores, pero la abandonarán o distorsionarán tan pronto como amenace un valor sagrado". Esta charla inspiró nuevas colaboraciones y una publicación revisada por pares sobre el tema. En 2015, Nicholas Quinn Rosenkranz, profesor de derecho de la Universidad de Georgetown, se puso en contacto con Haidt, quien había dado una charla en la Sociedad Federalista sobre una falta similar de conservadores y explicó que esto socava la calidad de la investigación y la enseñanza. Haidt y Rosenkranz formaron la "Academia Heterodoxa" para abordar este problema. La financiación inicial para el grupo provino de la Fundación Richard Lounsbery y la Fundación Achelis and Bodman. El sitio web de la Academia Heterodoxa se lanzó con 25 miembros en septiembre de 2015. Una serie de controversias sobre la libertad de expresión en el campus, como las que rodearon a Erika Christakis en Yale y las protestas de la Universidad de Misuri 2015-16, coincidieron con un aumento en la membresía.
Inicialmente, la membresía estaba abierta a profesores titulares y pre-titulares, pero se ha ampliado a profesores adjuntos, estudiantes de posgrado y posdoctorales. El grupo cuenta con un proceso selectivo de solicitud de membresía que en parte está destinado a abordar los desequilibrios hacia cualquier ideología política particular. En julio de 2017, el grupo tenía 800 miembros a nivel internacional. A partir de febrero de 2018, alrededor de 1500 profesores universitarios se habían unido a la Academia Heterodoxa, junto con un par de cientos de estudiantes graduados.

## Programas y actividades
En junio de 2018, la Academia Heterodoxa celebró una conferencia inaugural de Open Mind en la ciudad de Nueva York, con varios invitados académicos recientemente involucrados en problemas de libertad de expresión en el campus, como Robert Zimmer, Lucía Martínez Valdivia, Allison Stanger, Alice Dreger y Heather Heying.
En 2016, HxA publicó por primera vez su Guía anual de universidades de la Academia Heterodoxa, una guía de clasificación universitaria sobre el apoyo a la diversidad ideológica y la libertad de expresión.

## Ideología y objetivos
En 2018, el sitio web del grupo describió su misión como alentar la diversidad política para permitir la disidencia y cuestionar los errores.
Academia Heterodoxa se describe formalmente como una organización no partidista, mientras defiende el argumento de que determinados puntos de vista reticentes a las imposiciones de las distintas agendas intelectuales que han venido siendo suscritas en los últimos años por países u organizaciones supranacionales son suprimidos sistemáticamente de acuerdo con los intereses promovidos por estas mismas agendas. Esta supresión sería el resultado del sesgo de izquierda que caracteriza a buena parte de los académicos al menos desde la segunda mitad del siglo XX. Podría ser también, simplemente, el resultado de la corrección política nacida en las últimas décadas del mismo siglo. Comentaristas como Davis Richardson de The New York Observer; Zack Beauchamp de Vox; y Chris Quintana, que escribe en The Chronicle of Higher Education, han disputado la suposición de la Academia Heterodoxa de que los campus universitarios se enfrentan a una "crisis de libertad de expresión", señalando una supuesta falta de datos para respaldarlo y argumentando que los grupos de interés como la Academia Heterodoxa funcionalmente hacen más para reducir el alcance de los debates académicos que cualquiera de los argumentos que alegan.